# Ebrahim Seedat
Ebrahim Seedat (sinh ngày 18 tháng 6 năm 1993 ở Cape Town, Western Cape) là một cầu thủ bóng đá người Nam Phi thi đấu ở vị trí hậu vệ và tiền vệ cho Cape Town City ở Premier Soccer League.

## Cuộc sống ban đầu và cá nhân
Seedat đến từ Athlone ở Cape Town.